# Revoluția Sârbă
Revoluția Sârbă a fost o mișcare națională și o evoluție constituțională în Serbia care a avut loc între 1804 și 1835, în timpul căreia acest teritoriu a evoluat de la statutul de provincie otomană la cel de teritoriu răsculat, monarhie constituțională și la Serbia modernă. Prima parte a perioadei, 1804–1817, a fost marcată de o luptă violentă pentru independență față de Imperiul Otoman. Au avut loc două rebeliuni armate, fiecare finalizate cu acorduri de încetare a focului. Ultima perioadă (1817–1835) a fost marcată de o consolidare continuă și pașnică a puterii politice într-o Serbie cu un grad sporit de autonomie, care a culminat cu recunoașterea domniei ereditară a principilor sârbi în 1830 și 1833 și expansiunea teritorială a tinerei monarhii. Adoptarea primei Constituții în 1835 a dus la abolirea relațiilor feudale și a iobăgiei, și a dus la proclamarea suveranității țării. Termenul Revoluția Sârbă a fost pus în circulație de istoricul german Leopold von Ranke în cartea lui Die Serbische Revolution, care a fost publicată în 1829. Aceste evenimente au dus la fondarea Serbiei moderne.
Perioada a fost împărțită în mai multe perioade și anume:
- Prima Răscoală Sârbă (1804–13), condusă de Karađorđe Petrović
- Răscoala lui Hadži Prodan (1814)

Miloš Obrenović, conducătorul celei de-a Doua Răscoale Sârbe, viitorul principe al Serbiei

- A Doua Răscoală Sârbă (1815–17), condusă de Miloš Obrenović
- Recunoașterea oficială a statului Serbia (1815–1833)

Proclamația din 1809 a lui Karađorđe făcută în capitala Belgrad poate fi considerată punctul culminant al primei faze. Aceasta chema la unitate națională și cerea asigurarea libertății religioase și a unei legi fundamentale scrise și oficiale, două cerințe pe care Imperiul Otoman nu fusese capabil să le asigure. Karađorđe cerea tuturor sârbilor creștini să înceteze să plătească taxe (Jizia) Porții, considerate inechitabile, de vreme ce era bazate doar pe apartenență religioasă. În afară de 
În afară de renunțarea la impozitul plătit de nemusulmani (jizia), revoluționarii au abolit de asemenea obligațiile feudale în 1806, la doar 15 ani după Revoluția Franceză, emanciparea iobagilor și a țăranilor în general reprezentând din punct de vedere social o ruptură majoră cu trecutul. 
Conducerea lui Miloš Obrenović a consolidat realizările rebeliunilor și a dus la proclamarea primei constituții din Balcani și la înființarea a ceea ce este astăzi cea mai vechie instituție de învățământ superior, Marea Academie a Belgradului (1808). În 1830 și mai apoi în 1833, Serbia a fost recunoscută ca un principat autonom, condus de un principe ereditar, care plătea un tribut anual Imperiului Otoman. Independența de facto a fost câștigată în 1867, odată cu retragerea garnizoanelor otomane din principat. Independența de jure a fost recunoscută în mod oficial în timpul Congresului de la Berlin din 1878.

## Contextul istoric
Vedeți și: Sangeacul Smederevo, Regatul Serbiei (1718–1739), și Serbia ocupată de Habsburgi (1788–1792)
Noi circumstanțe, precum ocupația austriacă a Serbiei, apariția unor elite sârbe în bazinul Dunării, cuceririle din Balcani ale lui Napoleon și reformele din Imperiul Rus, i-au influențat pe sârbi cu noi idei. Sârbii puteau acum să se compare cu conaționalii care progresau în Austria, Provinciile Iliriene și alte regiuni creștine, în vreme ce cei care se aflau sub dominația otomanilor musulmani erau încă subiectele unei taxări bazate pe religie, fiind tratați ca cetățeni de mâna a doua.
În timpul ocupației austriece (1788–1791), mulți sârbi au servit ca soldați și ofițeri în armatele habsburgice, unde au căpătat cunoștințe de tactică și organizare militară și de utilizare a armamentului modern. Au fost sârbi angajați în birourile administrative din Ungaria sau din zonele ocupate. Sârbii au început să călătorească în căutarea de oportunități de afaceri sau pentru desăvârșirea educației, fiind expuși ideilor europene cu privire la societatea seculară, politică, drept și filozofie – inclusiv raționalism și romantism. Ei au luat cunoștința de valorile Revoluției Franceze, principalii afectați fiind sârbii educați sau negustorii. În sudul Imperiului Habsburgic a existat o comunitate sârbă activă și prosperă, de unde ideile moderne și-au făcut loc peste Dunăre. Un alt model de urmat a fost Imperiul Rus, singura țară slavă și ortodoxă independentă din epocă, unde fuseseră întreprinse reforme importante și care devenise o amenințare importantă pentru turci. Experiența rușilor aducea speranță sârbilor.
Alți sârbi au găsit inspirație în înseși istoria națiunii sârbe. Doi erudiți sârbi de frunte, care au fost influențați de cultura occidentală, și-au îndreptat atenția spre limba și literatura sârbă. Unul dintre ei a fost Dositej Obradović (1743), un fost preot, care a plecat în Europa Occidentală. El a fost dezamăgit că propriul lui popor nu are o literatură modernă seculară și a conceput manuale de gramatică și dicționare pentru formarea limbii sârbe moderne, a scris câteva cărți și a tradus alte câteva. El a fost un exemplu pentru intelectuali sârbi, care au cules și publicat povești despre gloria Serbiei medievale. Obradović avea să devină primul Ministru al Educației al Serbiei moderne în 1805. 
Cel de-a doua personalitate a fost Vuk Karadžić (1787). Karadžić a fost mai puțin influențat de raționalismul iluminismului ca în cazul lui Dositej Obradović și mai mult de romantism, care idealiza viața rurală și comunitățile țărănești. Karadžić a cules și a publicat poezie populară sârbă, a muncit pentru crearea conștiinței identității comune bazate pe aceleași obiceiuri și istorie. Această conștiință de sine culturale și lingvistice a fost caracteristica centrală a naționalismului german din acea perioadă, iar intelectualii sârbi au aplicat aceleași idei în Balcani. 

## Prima Răscoală Sârbă (1804–1813)
Vedeți și: Prima Răscoală Sârbă

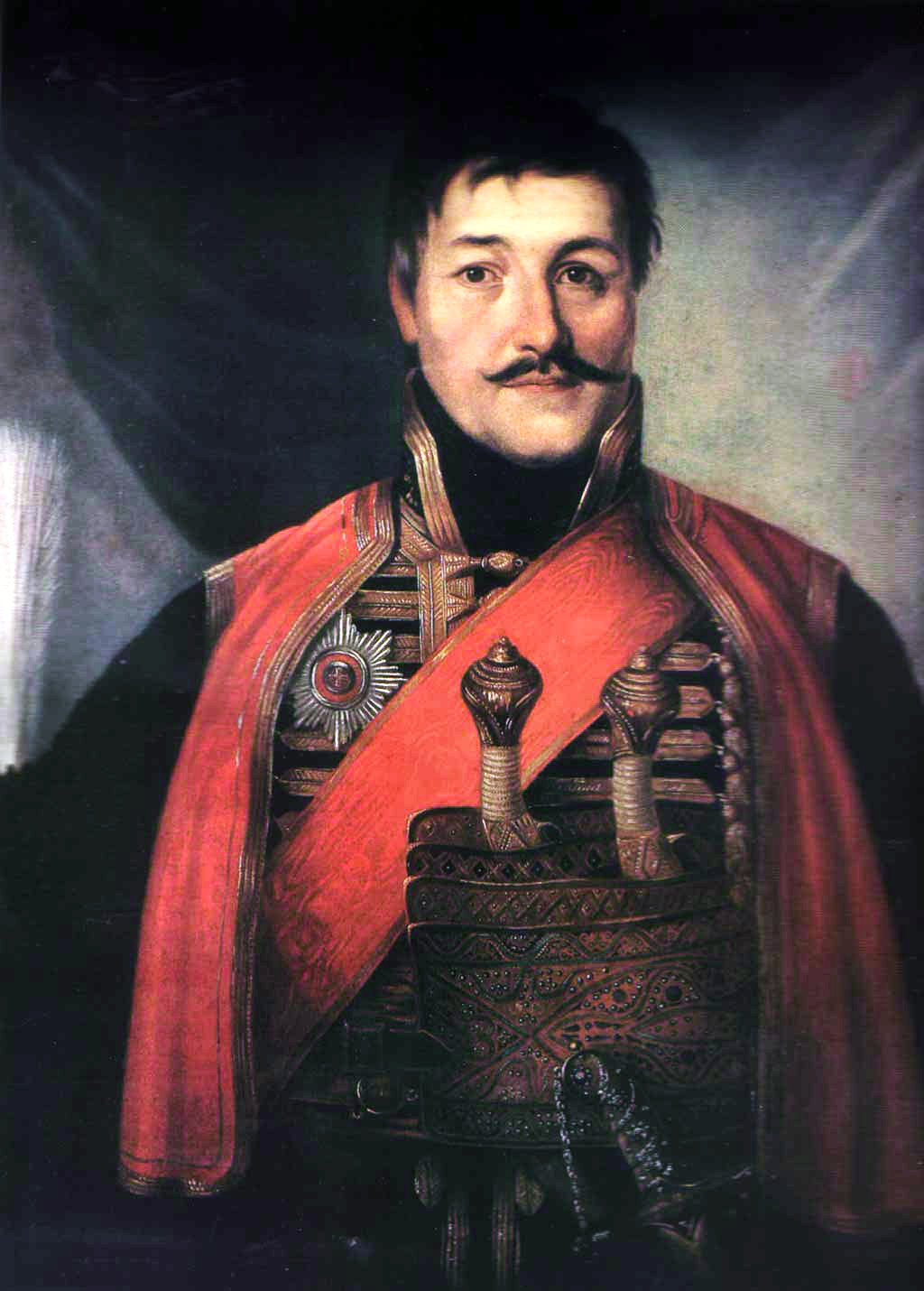
Karađorđe Petrović conducătorul Primei Răscoale Sârbe

În timpul Primei Răscoale Sârbe (1804–1813), sârbii s-au considerat un stat independent pentru prima oară după 300 de ani ocupațiile otomană și austriacă de scurtă durată. Beneficiind de sprijinul Imperiului Rus, cererile pentru recunoașterea autoguvernării în cadrul Imperiului Otoman din 1804 au evoluat într-un război de independență în 1807. Prin combinarea democrației patriarhale țărănești cu obiectivele naționale moderne, Revoluția Sârbă a atras mii de voluntari sârbi din Balcani și din Europa Centrală. Revoluția Sârbă avea să devină în cele din urmă un simbol al procesului renașterii naționale în Balcani, provocând tulburări printre țăranii creștini atât din Grecia cât și din Bulgaria. După încheierea cu succes al asediului Belgradului cu o armată de 25.000 de oameni, liderul carismatic al revoltei, Karađorđe Petrović a proclamat pe 8 ianuarie 1807 orașul drept capitală a Serbiei.

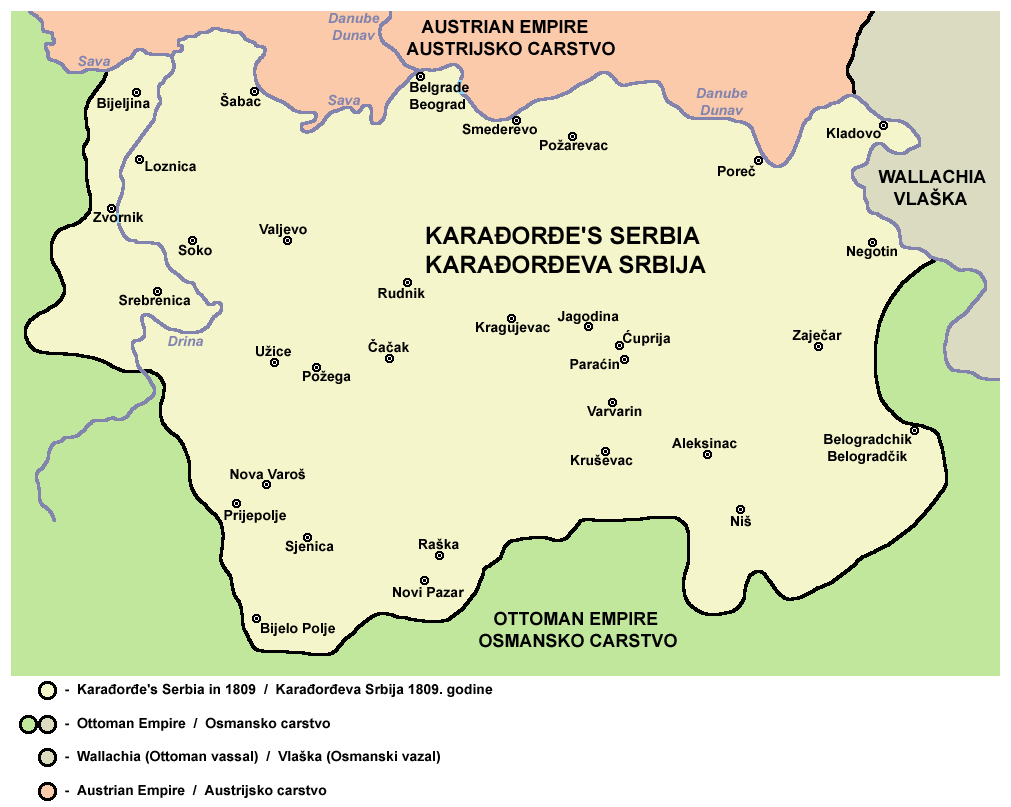
Serbia Revoluționară în 1809

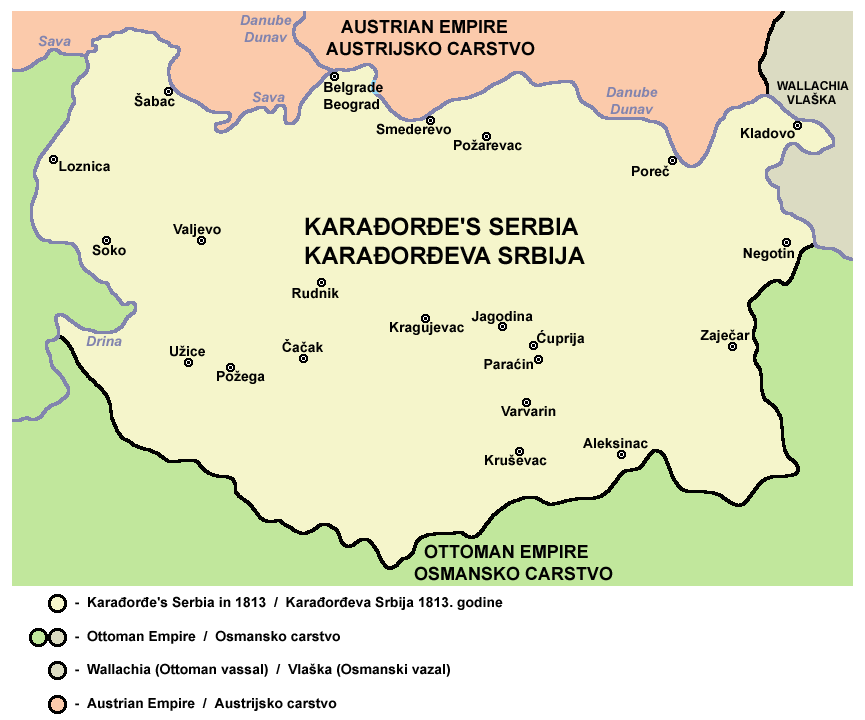
Serbia Revoluționară în 1813

Sârbii au răspuns brutalităților otomanilor prin înființarea unor instituții separate: Consiliul Diriguitor (Правитељствујушчи совјет Praviteljstvujušči Sovjet), Marea Școală (Велике школе Velike škole), Academia Teologică (Богословија Bogoslovija) și a unor oficii administrative. Karađorđe și alți lideri revoluționari și-au trimis copii să studieze la Marea Școală. Printre studenții acestei instituții de învățământ superior s-a numărat Vuk Stefanović Karadžić (1787–1864), reformatorul alfabetului limbii sârbe. Belgrade a fost repopulat cu lideri militari locali, negustori și meșteșugari, dar și cu un important grup de intelectuali emigrați din Imperiul Habsburgic, care au oferit un nou cadru cultural și politic societății egalitariste rurale a Serbiei. Dositej Obradović, o figură de primă mărime Iluminismului din Balcani, fondator al Velike škole, a devenit în 1811 primul Ministrul al Educației al Serbiei. 
După semnarea Tratatului de la București din mai 1812 și după invazia franceză în Rusia din iunie 1812, Imperiul Rus a încetat sprijinul acordat rebelilor sârbi. În aceste condiții, aproximativ un sfert din populația Serbiei (cam 100.000 de persoane în acele vremuri) au plecat în exil în Imperiul Habsburgic, printre aceștia aflându-se liderul revoltei, Karađorđe Petrović. După ce a fost reocupat de otomani în octombrie 1813, Belgradul a fost scena unor răzbunări crude, sute de locuitori ai orașului au fost masacrați, iar alte câteva mii au fost vânduți ca sclavi în ținuturi îndepărtate ale imperiului. Guvernarea directă de către otomani a teritoriului a însemnat abolirea tuturor instituțiilor fondate de sârbi și repopularea cu turci otomani a regiunii. 

### Răscoala lui Hadži-Prodan (1814)
Vedeți și: Răscoala lui Hadži-Prodan 
În ciuda înfrângerii, sârbii nu au renunțat la luptă. Hadži Prodan Gligorijević, unul dintre veteranii Primei Răscoale Sârbe a condus în 1814 revolta care i-a purtat numele. El avea informații conform cărora turcii urmau să îl aresteze și s-a hotărât să se opună cu puterea armelor. Miloš Obrenović, un alt veteran, a considerat că nu era momentul pentru o nouă revoltă și a refuzat să îi acorde vreun sprijin lui Hadži Prodan.
Rebeliunea lui Hadži Prodan a fost rapid înăbușită de otomani, iar liderul mișcării a fugit în Austria. După o răzmeriță din 1814, autoritățile turcești au masacrat civili fără apărare și au executat în mod public prin tragere în țeapă 200 de prizonieri în Belgrad. În martie 1815, sârbii au decis în cursul mai multor întâlniri să declanșeze o nouă revoltă. 

## A Doua Răscoală Sârbă (1815–1817)
Vedeți și: A Doua Răscoală Sârbă
A Doua Răscoală Sârbă (1815–1817) a fost a doua fază importantă a revoluției naționale a sârbilor împotriva Imperiului Otoman, care a izbucnit la scurtă vreme după anexarea brutală a regiunii la imperiu și după înăbușirea răscoalei lui Hadži Prodan. Consiliul revoluționar a proclamat declanșarea revoltei la Takovo 23 aprilie 1815, Miloš Obrenović fiind ales conducător (în vremea ce Karađorđe ere încă în exil în Austria). 
Decizia liderilor sârbi avea la bazată două motive. În primul rând, aceștia se temeau că va urma un masacru al cnezilor sârbi. În al doilea rând, ei aflaseră că Karađorđe plănuia să se întoarcă din exil. Facțiunea care îi era potrivnică, din care făcea parte și Miloš Obrenović, dorea să nu cedeze puterea în mâinile lui Karađorđe și a susținătorilor lui.

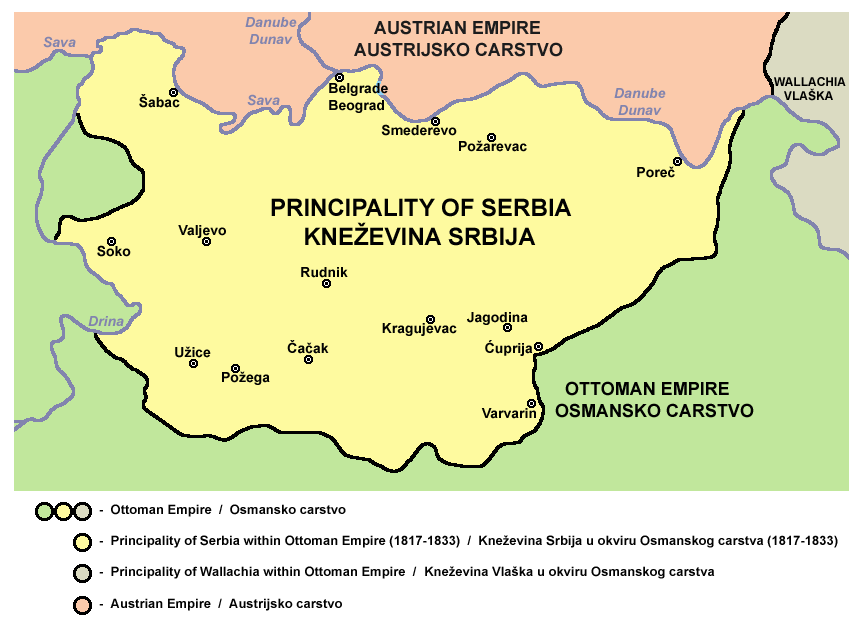
Principatul Serbiei în 1817

Luptele au reizbucnit de Paștile anului 1815, iar Miloš Obrenović a devenit liderul suprem al noii revolte. Când otomanii au descoperit rolul lui Obrenović, l-au condamnat pe acesta și pe susținătorii lui la moarte. Sârbii au luptat cu succes la Ljubic, Čačak, Palez, Požarevac și Dublje și au reușit să recucerească Pașalâcul Belgradului.
Obrenović a fost promotorul unei politici de reținere: soldații prizonieri otomani nu au fost uciși, iar civilii au fost lăsați liberi. Obiectivul lui oficial nu a fost obținerea independenței, ci oprirea abuzurilor autorităților otomane. 
Contextul politic european mai larg a fost în favoarea cauzei sârbilor. Folosirea mijloacelor politice și diplomatice în negocierile dintre sârbi și Înalta Poartă și evitarea războiului s-au înscris în tendințele europene și în politica promovată în acea perioadă de Metternich. Pentru ca să sublinieze loialitatea față de sultan,  Miloš Obrenović, un politician abil și un diplomat capabil, avea să ordone în 1817 asasinarea lui Karađorđe Petrović. Înfrângerea lui Napoleon din 1815 a pus în fața turcilor perspectiva ca Rusia să fie din nou dispusă să intervină în Balcani. Pentru evitarea intervenției rușilor în conflict, sultanul a fost de acord să accepte ca Serbia să devină un stat vasal, semiindependent, dar responsabil nominal în fața Porții. 

## Statutul legal al Serbiei (1815–1830)

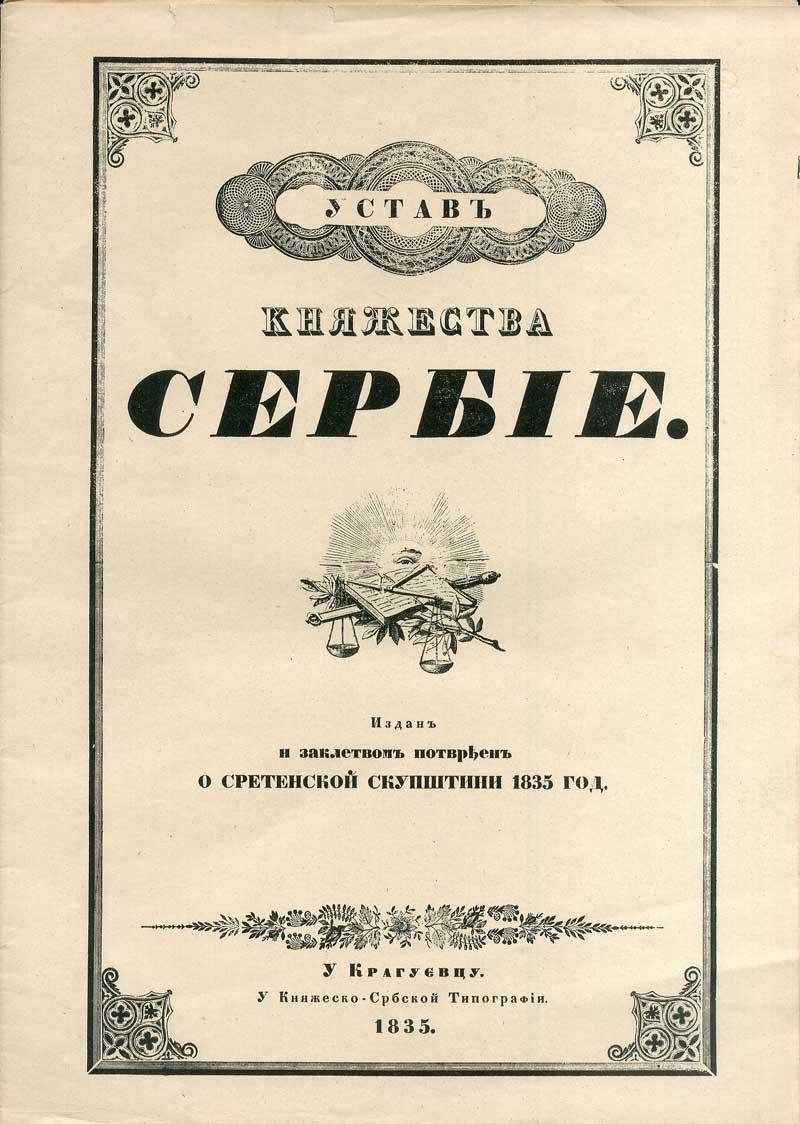
Constituția din 15 februarie 1835

Primele negocieri între Obrenović și Marașli Ali Pașa, guvernatorul otoman, au început la mijlocul anului 1815. Tratativele au avut ca rezultat recunoașterea de către Imperiul Otoman a Principatului Serbiei. Deși era în continuare un stat vasal al Porții, fiind obligată să plătească un tributanual, Serbia era din multe puncte de vedere un stat independent. În 1817, Obrenović a reușit să îl forțeze pe Marașli Ali Pașa să negocieze o înțelegere verbală, punând astfel capăt celei de-a Doua Răscoale Sârbe. În același an, Karađorđe, liderul primei răscoale și rival al lui Obrenović pentru conducerea Serbiei, a fost asasinat la ordinul celui din urmă. După aceasta, Obrenović a primit titulul de Principe al Serbiei.
În perioada de tranziție, de autonomie efectivă din 1817 până în 1830, Miloš Obrenović I a asigurat o reducere graduală și efectivă a puterii turcilor, instituțiile sârbe luând treptat locul celor otomane. În ciuda opoziției Porții, Obrenović a creat o armată a principatului, a transferat proprietățile otomane în mâinile tinerei burghezii sârbe și a emis legi ale gospodăriilor rurale pentru protejarea țăranilor împotriva falimentului sau a acțiunii cămătarilor.
Noile programe școlare și reînființarea Bisericii Ortodoxe Sârbe a reflectat revigorarea națională a Serbiei. Principele Obrenović nu a respectat tradiția medievală sârbă, separând educația de religie, punând bazele învățământului și statului secular.
Convenția de la Akkerman (1828), Tratatul de la Adrianopol (1829) și, în cele din urmă, Hatișeriful din 1830, au asigurat recunoașterea internațională a Principatul Serbiei ca stat vasal al Imperiului Otoman, cu Miloš Obrenović I principe ereditar. 

## Vedeți și:
- Principatul Serbiei
- Karađorđe Petrović
- Miloš Obrenović, Prinț al Serbiei